# Jesús Alberto Rubio
Jesús Alberto Rubio Arribas (Tomelloso, Ciudad Real, 25 de enero de 1992) es un ciclista español. Destacó en categoría amateur donde consiguió adjudicarse el Memorial Manuel Sanroma. Debutó como profesional con el equipo Al Nasr-Dubai en 2016. En su debut como profesional consiguió su primera victoria al imponerse en el Circuito de Argel.

## Palmarés
2016
- Circuito de Argel
- 1 etapa del Tour de Constantino

## Equipos
- Al Nasr-Dubai (2016)
- Inteja Dominican Cycling Team (04.2017-2018)
- Guerciotti-Kiwi Atlántico (2019)